# Fogo

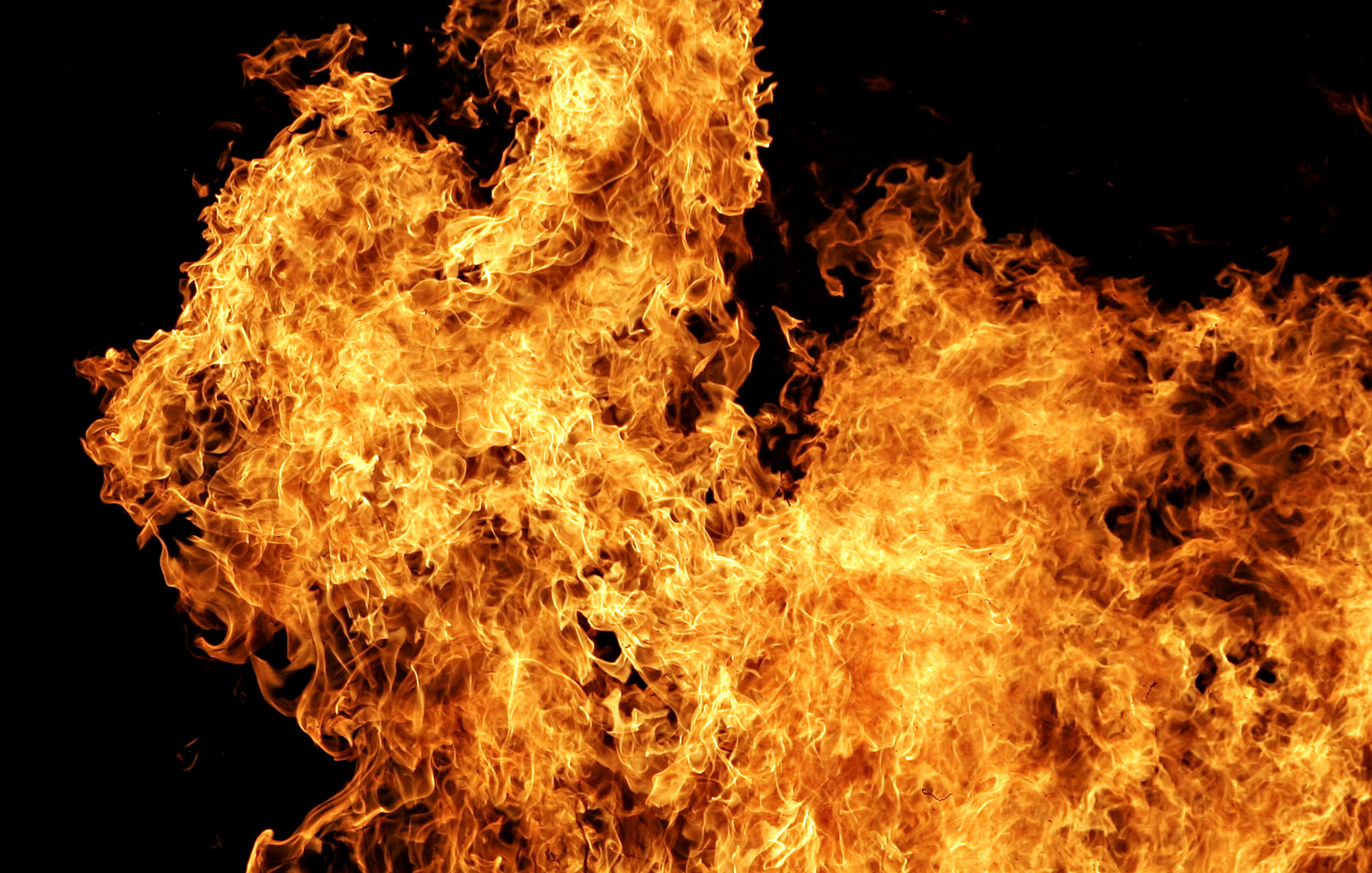
Fogo gerado por um borrifador de inseticida sem usar petróleo

Fogo numa fogueira

Fogo é a oxidação rápida de um material (o combustível) no processo químico exotérmico de combustão, liberando calor, luz e vários produtos de reação. As chamas são produzidas em um determinado ponto da reação de combustão chamado de "ponto de ignição". A chama é a parte visível do fogo e consiste principalmente de dióxido de carbono, vapor de água, oxigênio e nitrogênio. Se estiverem suficientemente quentes, os gases podem tornar-se ionizados para produzir plasma. Dependendo das substâncias acesas e das impurezas externas, a cor da chama e a intensidade do fogo serão diferentes.
O fogo, em sua forma mais comum, tem o potencial de resultar em incêndios, que podem levar a danos físicos por meio de queimaduras. Todo ecossistema natural terrestre tem seu próprio regime de fogo e os organismos nesses ecossistemas são adaptados ou dependentes desse regime de fogo. O fogo cria um mosaico de diferentes manchas de habitat, cada uma em um estágio diferente de sucessão. Os efeitos positivos do fogo incluem estimular o crescimento e manter vários sistemas ecológicos. Seus efeitos negativos, porém, incluem riscos à vida e à propriedade, poluição atmosférica e contaminação da água. Quando o fogo remove a vegetação protetora, as chuvas fortes podem contribuir para o aumento da erosão do solo pela água. Além disso, a queima da vegetação libera nitrogênio na atmosfera, ao contrário de elementos como potássio e fósforo que permanecem nas cinzas e são rapidamente reciclados no solo. Esta perda de azoto causada por um incêndio produz uma redução a longo prazo da fertilidade do solo, que pode ser recuperada à medida que o azoto atmosférico é fixado e convertido em amoníaco por fenômenos naturais como os raios ou por plantas leguminosas como o trevo, as ervilhas, e a vagem.
O fogo é um dos quatro elementos clássicos e tem sido usado pelos humanos em rituais, na agricultura para limpar a terra, para cozinhar, gerar calor e luz, para sinalização, propulsão, fundição, forja, incineração de resíduos, cremação e como uma arma ou modo de destruição.

## Propriedades físicas

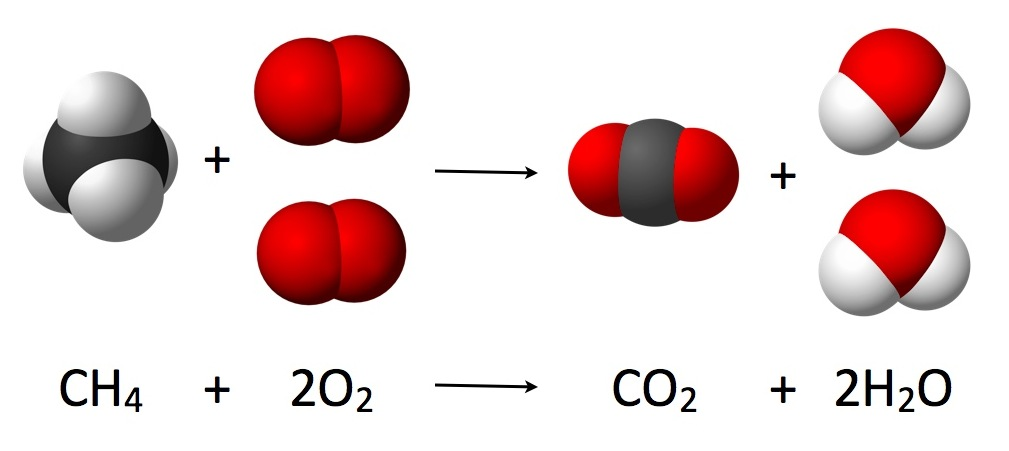
A equação química balanceada para a combustão do metano, um hidrocarboneto

Tetraedro do fogo

O fogo é um processo químico no qual um combustível e um agente oxidante reagem, produzindo dióxido de carbono e água. Este processo, conhecido como reação de combustão, não ocorre diretamente e envolve intermediários. Embora o agente oxidante seja tipicamente o oxigênio, outros compostos são capazes de cumprir esse papel. Por exemplo, o trifluoreto de cloro é capaz de inflamar a areia.
Os incêndios começam quando um material inflamável ou combustível, em combinação com uma quantidade suficiente de um oxidante, como o gás oxigênio ou outro composto rico em oxigênio (embora existam oxidantes sem oxigênio), é exposto a uma fonte de calor ou temperatura ambiente acima da ponto de fulgor para a mistura combustível /oxidante e é capaz de sustentar uma taxa de oxidação rápida que produz uma reação em cadeia. Isso é comumente chamado de tetraedro de fogo.
Se o oxidante for o oxigênio do ar circundante, a presença de uma força de gravidade, ou de alguma força semelhante causada pela aceleração, é necessária para produzir a convecção, que remove os produtos da combustão e traz um suprimento de oxigênio para o fogo. Sem gravidade, um incêndio envolve-se rapidamente com seus próprios produtos de combustão e gases não oxidantes do ar, que excluem o oxigênio e extinguem o incêndio. Por causa disso, o risco de incêndio em uma espaçonave é pequeno quando ela está em voo inercial.

## Registro fóssil
O registro fóssil do fogo aparece pela primeira vez com o estabelecimento de uma flora terrestre no período Ordoviciano Médio, há cerca de 470 milhões de anos, permitindo o acúmulo de oxigênio na atmosfera como nunca antes, à medida que as novas hordas de plantas terrestres o bombeavam como um produto residual. Quando esta concentração subia acima de 13%, permitia a possibilidade de incêndios florestais, o que foi registrado pela primeira vez no registro fóssil do Siluriano Superior, por volta de há 420 milhões de anos, por fósseis de plantas carbonizadas. Além de uma lacuna controversa no Devoniano Tardio, o carvão está presente desde então no registro fóssil terrestre. O nível de oxigênio atmosférico está intimamente relacionado com a prevalência de carvão: claramente o oxigênio é o fator chave na abundância de incêndios florestais. O fogo também se tornou mais abundante quando as gramíneas irradiaram e se tornaram o componente dominante de muitos ecossistemas, o que aconteceu por volta de há 6 a 7 milhões de anos; este graveto fornecia acendalha que permitia a propagação mais rápida do fogo. Esses incêndios generalizados podem ter iniciado um processo de feedback positivo, pelo qual produziram um clima mais quente e seco, mais propício ao fogo.

## Controle humano

### Controle humano primitivo

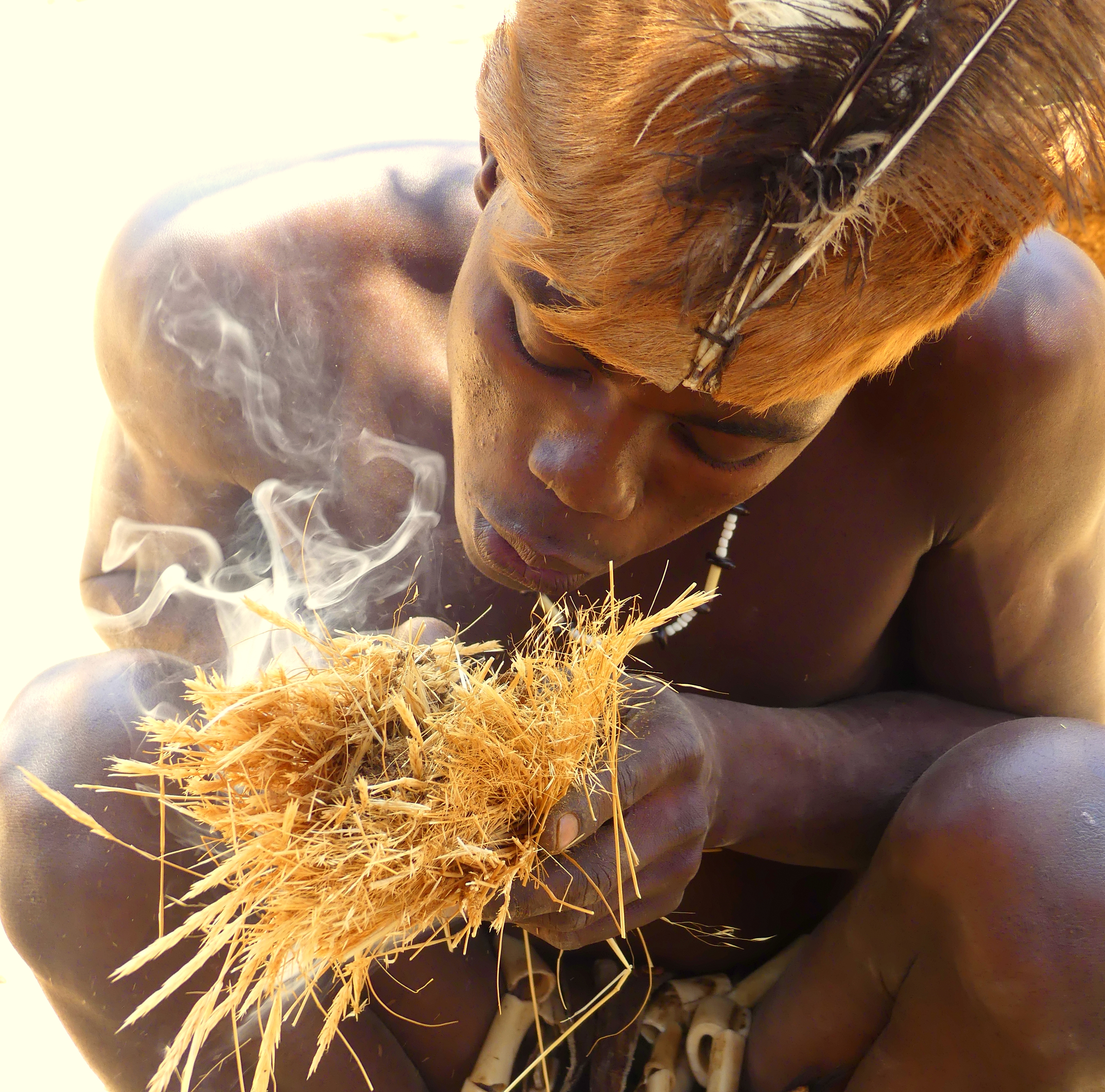
Bushman iniciando um incêndio na Namíbia

A capacidade de controlar o fogo foi uma mudança dramática nos hábitos dos primeiros humanos. Fazer fogo para gerar calor e luz possibilitou que as pessoas cozinhassem alimentos, aumentando simultaneamente a variedade e a disponibilidade de nutrientes e reduzindo as doenças ao matar microrganismos patogênicos nos alimentos. O calor produzido também ajudaria as pessoas a se manterem aquecidas em climas frios, permitindo-lhes viver em regiões mais frias. O fogo também mantinha os predadores noturnos afastados. Evidências de comida cozida ocasional foram encontradas e datadas em 1 milhão de anos. Embora esta evidência mostre que o fogo pode ter sido usado de forma controlada há cerca de 1 milhão de anos, outras fontes colocam a data de uso regular há 400 mil anos. As evidências se difundem por volta de há 50 mil a 100 mil anos, sugerindo o uso regular a partir dessa época; curiosamente, a resistência à poluição do ar começou a evoluir nas populações humanas em um ponto semelhante no tempo. O uso do fogo tornou-se progressivamente mais sofisticado, pois era usado para criar carvão e controlar a vida selvagem de há dezenas de milhares de anos.
O fogo também tem sido usado há séculos como método de tortura e execução, como evidenciado pela morte por queima, bem como por dispositivos de tortura, como a bota de ferro, que pode ser enchida com água, óleo ou mesmo chumbo e depois aquecida em fogo aberto para a agonia do torturado.

Aqui, a comida é cozida em um caldeirão sobre o fogo na África do Sul

Na Revolução Neolítica, durante a introdução da agricultura baseada em grãos, pessoas de todo o mundo usaram o fogo como ferramenta no manejo da paisagem. Esses incêndios eram tipicamente queimadas controladas ou "fogos frios", em oposição aos "fogos quentes" descontrolados, que danificam o solo. Incêndios quentes destroem plantas e animais e colocam comunidades em perigo. Isto é especialmente um problema nas florestas de hoje, onde a queima tradicional é evitada para encorajar o crescimento de plantações de madeira. Incêndios frios são geralmente conduzidos na primavera e no outono. Eles limpam a vegetação rasteira, queimando biomassa que pode desencadear um incêndio caso fique muito densa. Eles fornecem uma maior variedade de ambientes, o que incentiva a diversidade de jogos e plantas. Para os humanos, eles tornam florestas densas e intransponíveis atravessáveis. Outro uso humano para o fogo no que diz respeito à gestão da paisagem é o seu uso para limpar a terra para a agricultura. A agricultura de corte e queima ainda é comum em grande parte da África tropical, Ásia e América do Sul. No entanto, essa estratégia útil também é problemática. A população crescente, a fragmentação das florestas e o aquecimento climático estão tornando a superfície da Terra mais propensa a incêndios cada vez maiores. Isso prejudica os ecossistemas e a infraestrutura humana, causa problemas de saúde e envia espirais de carbono e fuligem que podem estimular ainda mais o aquecimento da atmosfera – e, assim, realimentar mais incêndios. Globalmente hoje, até 5 milhões de quilômetros quadrados – uma área com mais da metade do tamanho dos Estados Unidos – queimam em um determinado ano.

### Controle humano posterior

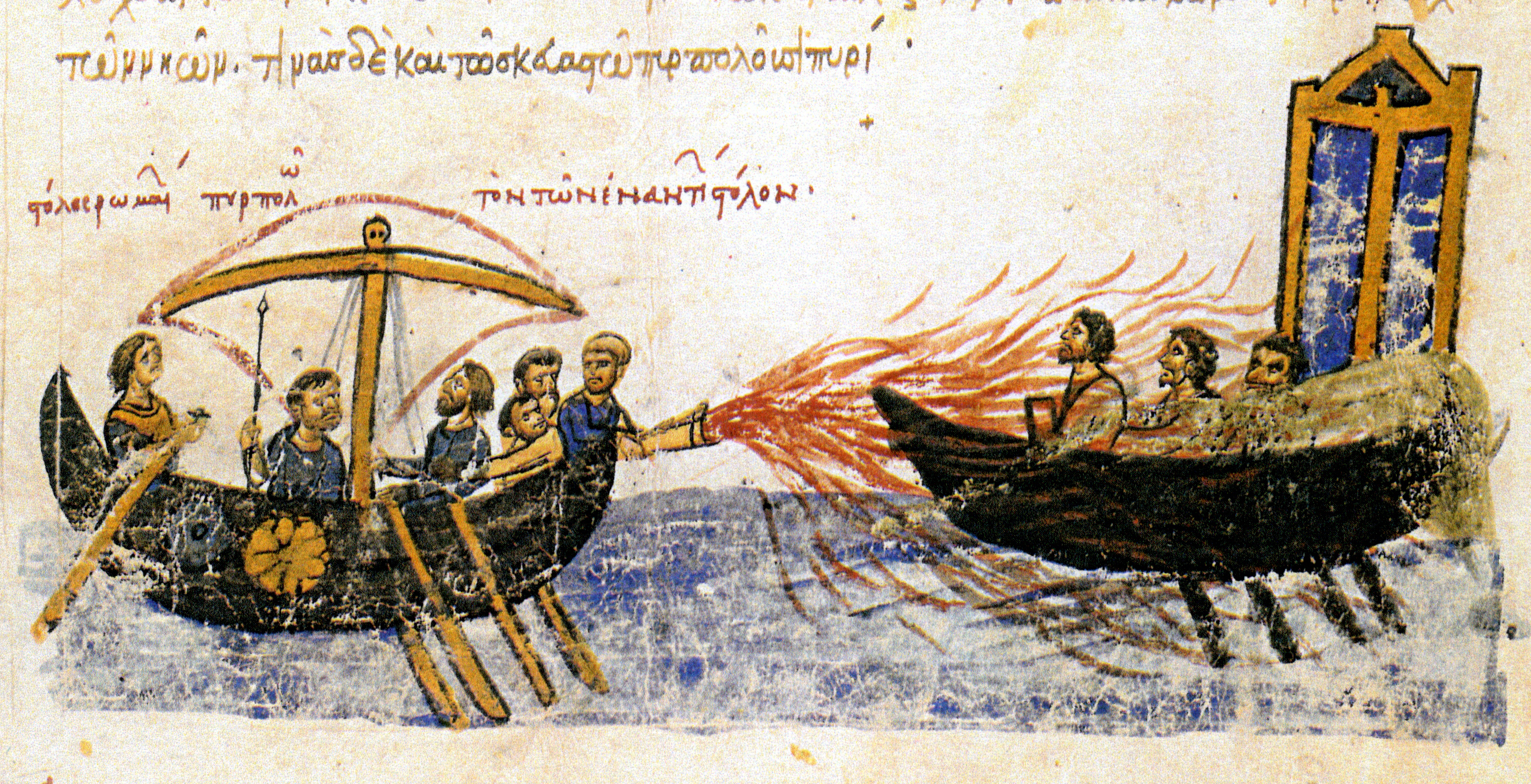
Fogo grego em uso contra outro navio.

Existem inúmeras aplicações modernas de fogo. Em seu sentido mais amplo, o fogo é usado por quase todos os seres humanos na Terra em um ambiente controlado todos os dias. Os usuários de veículos de combustão interna utilizam o fogo toda vez que dirigem. As usinas termelétricas fornecem eletricidade para uma grande porcentagem da humanidade por meio da queima de combustíveis como carvão, petróleo ou gás natural, usando o calor resultante para ferver a água em vapor, o que aciona as turbinas .

#### Uso do fogo na guerra

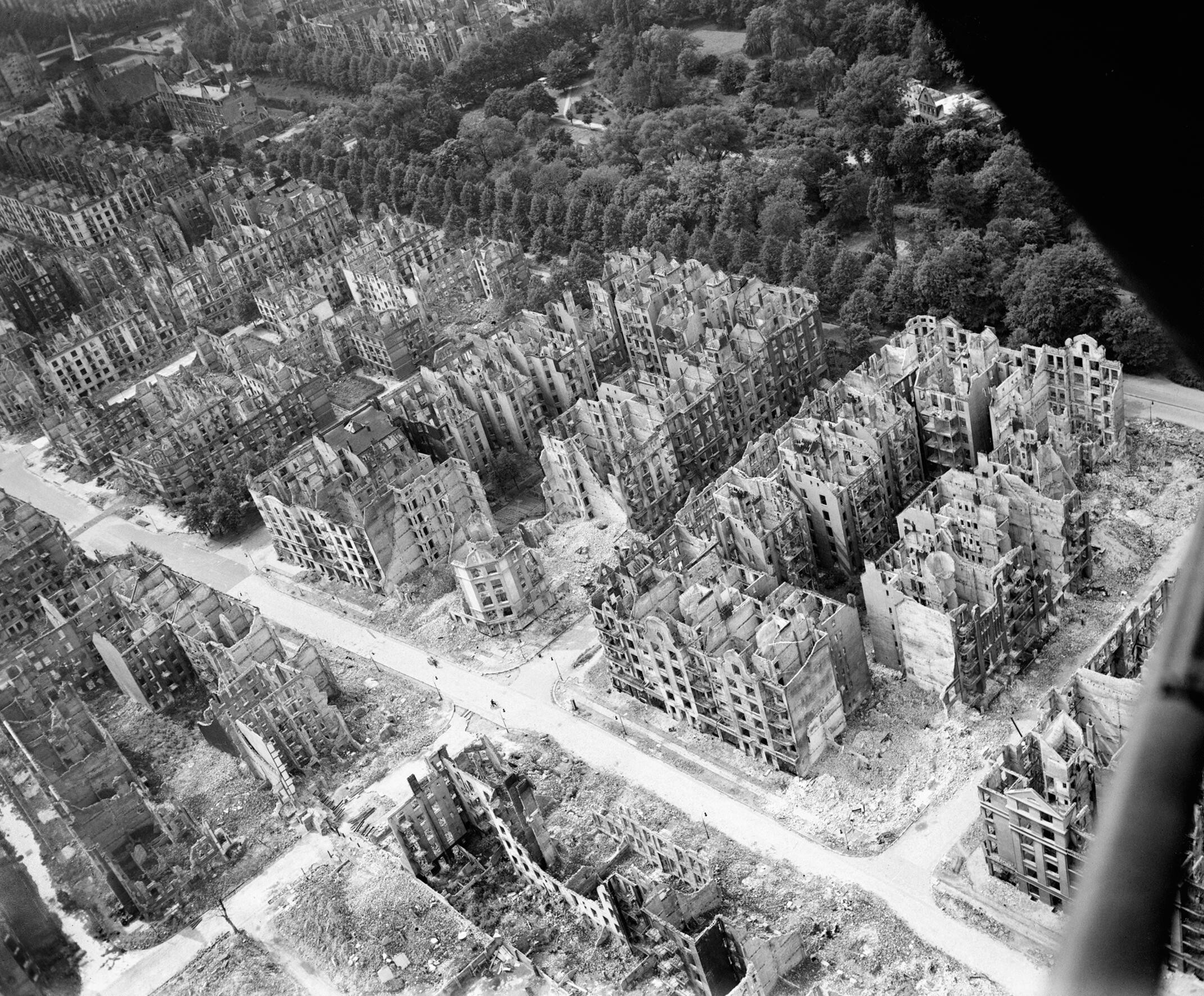
Hamburgo destruída pelos bombardeios da Operação Gomorra durante a Segunda Guerra Mundial.

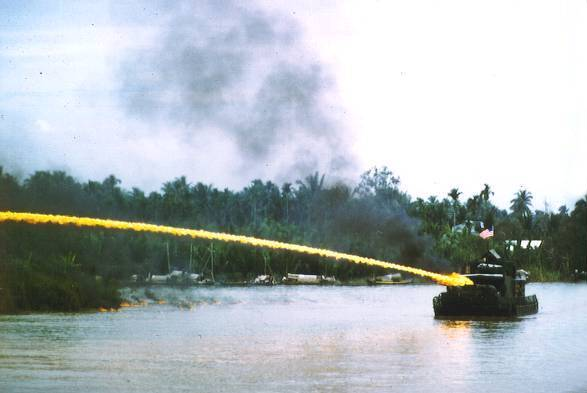
Barco fluvial estadunidense "Zippo" implantando uma mistura de napalm inflamada a partir de um lança-chamas montado durante a Guerra do Vietnã.

O uso do fogo na guerra tem uma longa história . O fogo era a base de todas as primeiras armas térmicas . Homero detalhou o uso do fogo pelos soldados gregos que se esconderam em um cavalo de madeira para queimar Troia durante a Guerra de Troia. Mais tarde, a frota bizantina usava o fogo grego para atacar navios e homens.
A invenção da pólvora na China levou à lança de fogo, uma arma lança-chamas datada de cerca de 1000, que foi uma precursora das armas de projéteis acionadas pela queima da pólvora.
Na Primeira Guerra Mundial, os primeiros lança-chamas modernos foram usados pela infantaria e foram montados com sucesso em veículos blindados na Segunda Guerra Mundial. Bombas incendiárias lançadas à mão improvisadas a partir de garrafas de vidro, mais tarde conhecidas como coquetéis Molotov, foram implantadas durante a Guerra Civil Espanhola na década de 1930, que também viu a implantação de bombas incendiárias contra Guernica pelas forças aéreas fascistas italianas e alemãs que foram criadas especificamente para apoiar os nacionalistas de Francisco Franco.
Bombas incendiárias foram lançadas pelo Eixo e pelos Aliados durante a Segunda Guerra Mundial, principalmente em Coventry, Tóquio, Roterdã, Londres, Hamburgo e Dresden; nos dois últimos casos, as tempestades de fogo foram causadas deliberadamente, nas quais um anel de fogo ao redor de cada cidade foi atraído para dentro por uma corrente ascendente causada por um aglomerado central de incêndios. A Força Aérea do Exército dos Estados Unidos também usou incendiários extensivamente contra alvos japoneses nos últimos meses da guerra, devastando cidades inteiras construídas principalmente com casas de madeira e papel. O fluido incendiário napalm foi usado em julho de 1944, no final da Segunda Guerra Mundial, embora seu uso não tenha ganhado atenção do público até a Guerra do Vietnã.

#### Produção de energia

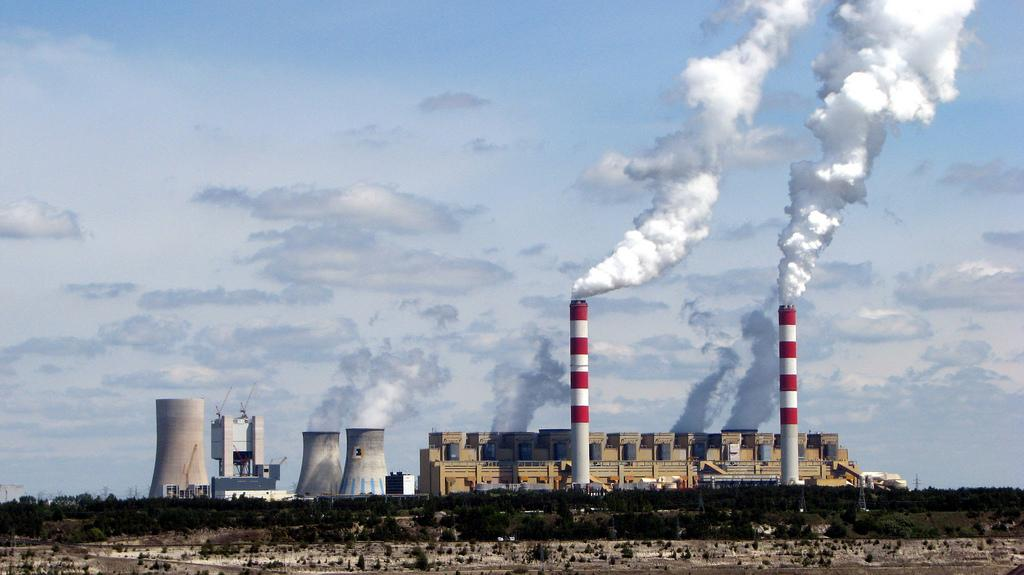
Usina termelétrica de Bełchatów na Polônia

A queima de combustível converte energia química em energia térmica; a madeira é utilizada como combustível desde a pré-história . A Agência Internacional de Energia afirma que quase 80% da energia mundial vem consistentemente de combustíveis fósseis, como petróleo, gás natural e carvão nas últimas décadas.

## Proteção e prevenção

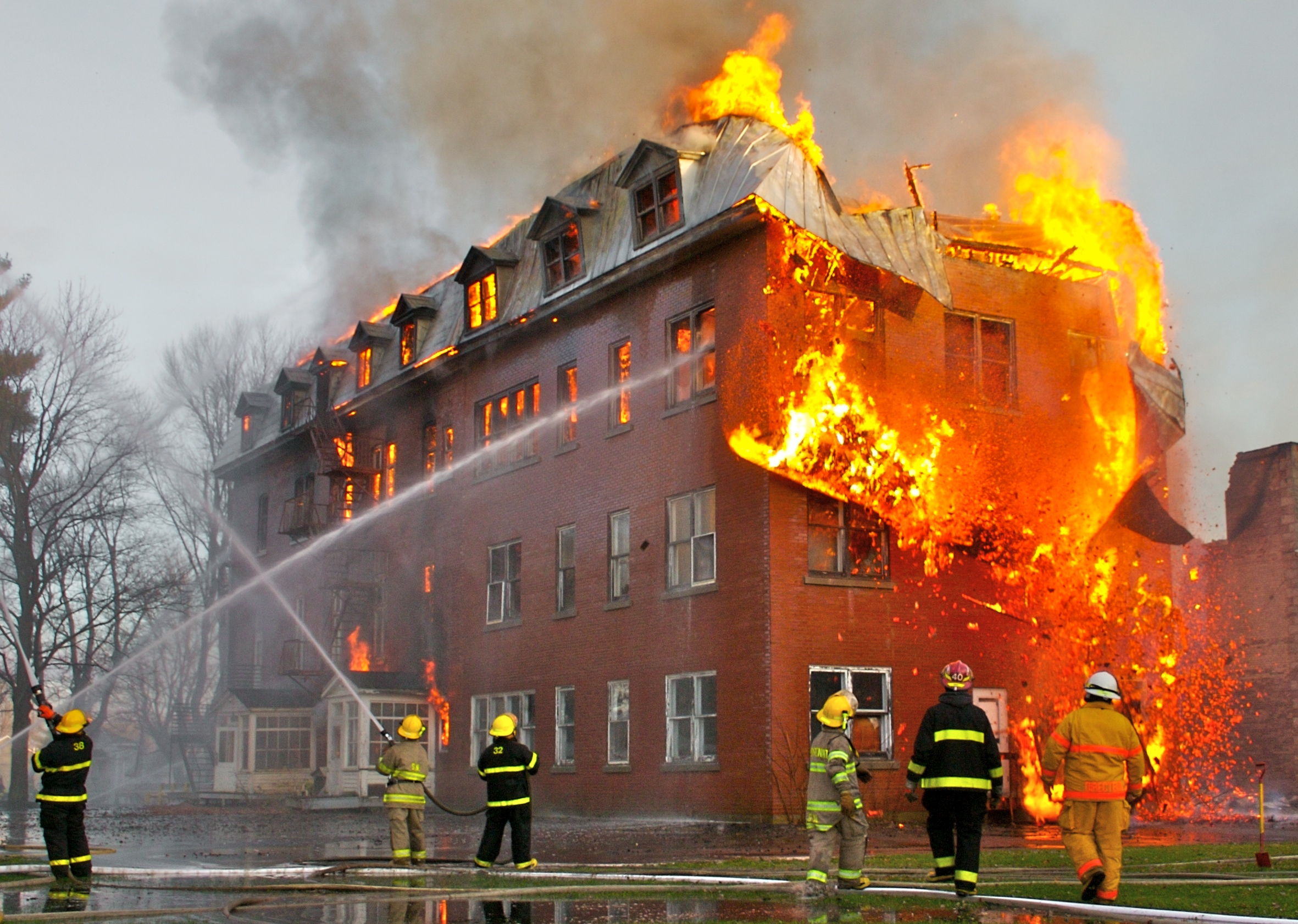
Um convento abandonado em chamas em Quebec

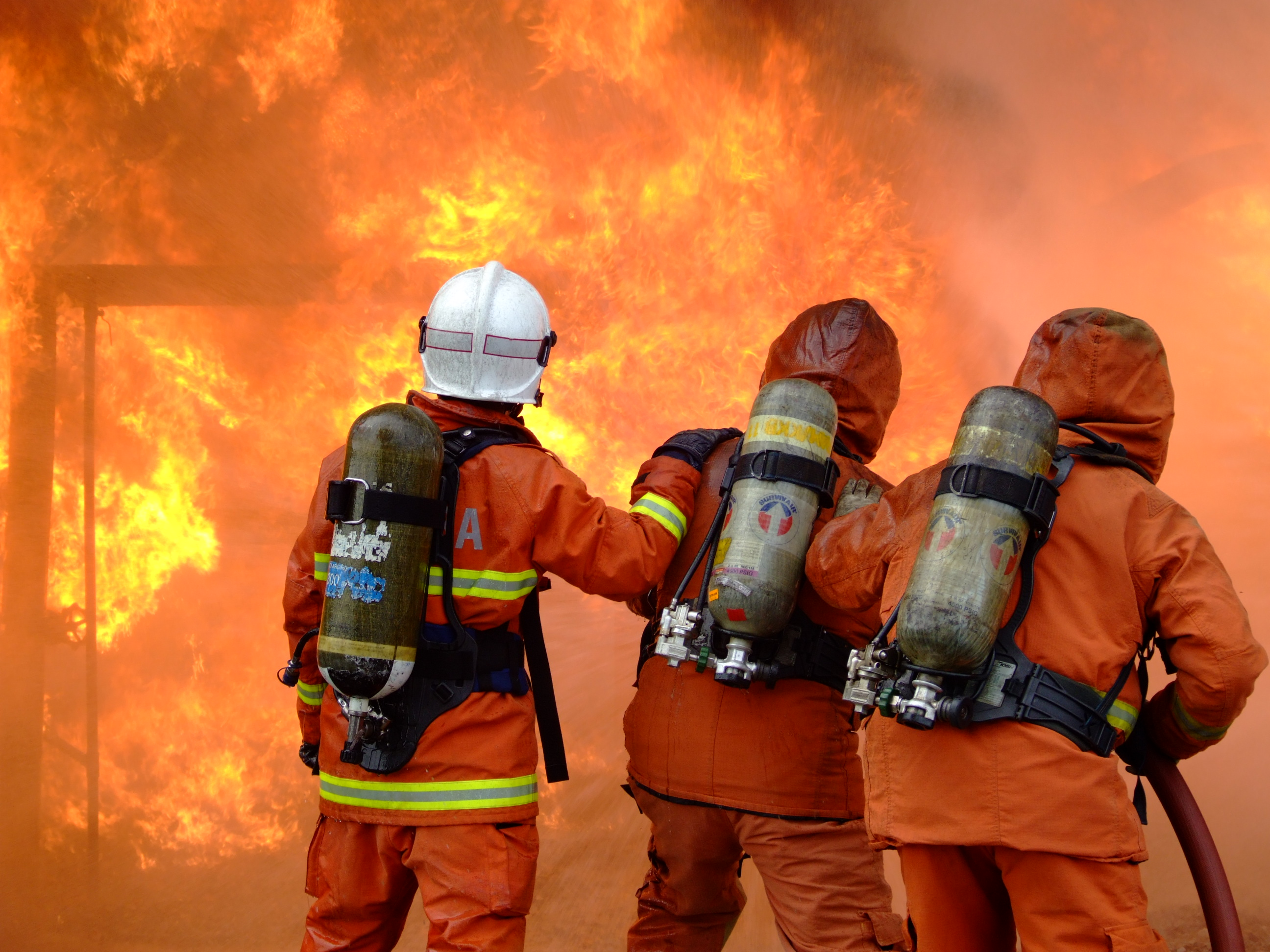
Bombeiros treinam o combate a incêndios na Malásia

Os programas de prevenção de incêndios florestais em todo o mundo podem empregar técnicas como o uso de incêndios florestais e queimas prescritas ou controladas. O uso do fogo florestal refere-se a qualquer incêndio de causas naturais que é monitorado, mas que pode queimar. Queimadas controladas são incêndios iniciados por agências governamentais em condições climáticas menos perigosas.
Serviços de combate a incêndio são fornecidos na maioria das áreas desenvolvidas para extinguir ou conter incêndios descontrolados. Bombeiros treinados usam aparelhos de combate a incêndio, recursos de abastecimento de água, como redes de água e hidrantes, ou podem usar espuma de classe A e B, dependendo do que está alimentando o fogo.
A prevenção de incêndios visa reduzir as fontes de ignição. A prevenção de incêndios também inclui educação para ensinar as pessoas a evitar incêndios. Prédios, especialmente escolas e prédios altos, frequentemente realizam simulações de incêndio para informar e preparar os cidadãos sobre como reagir a um incêndio em prédios. Propositalmente iniciar incêndios destrutivos constitui incêndio criminoso e é crime na maioria das jurisdições.
Os códigos de construção exigem proteção passiva contra incêndio e sistemas ativos de proteção contra incêndio para minimizar os danos resultantes de um incêndio. A forma mais comum de proteção ativa contra incêndio são os sprinklers. Para maximizar a proteção passiva contra incêndio de edifícios, materiais de construção e móveis na maioria dos países desenvolvidos são testados quanto à resistência ao fogo, combustibilidade e inflamabilidade. Estofos, carpetes e plásticos usados em veículos e embarcações também são testados.
Nos casos em que a prevenção e a proteção contra incêndio falharam em evitar danos, o seguro contra incêndio pode mitigar o impacto financeiro.